# Фаворитен
Фаворитен (на немски: Favoriten) е десетият окръг на Виена. Населението му е 204 235 жители (по приблизителна оценка от януари 2019 г.).

## Подразделения
- Фаворитен
- Инцерсдорфщат
- Оберлаа
- Ротнойзидл
- Унтерлаа